# Złącze PC

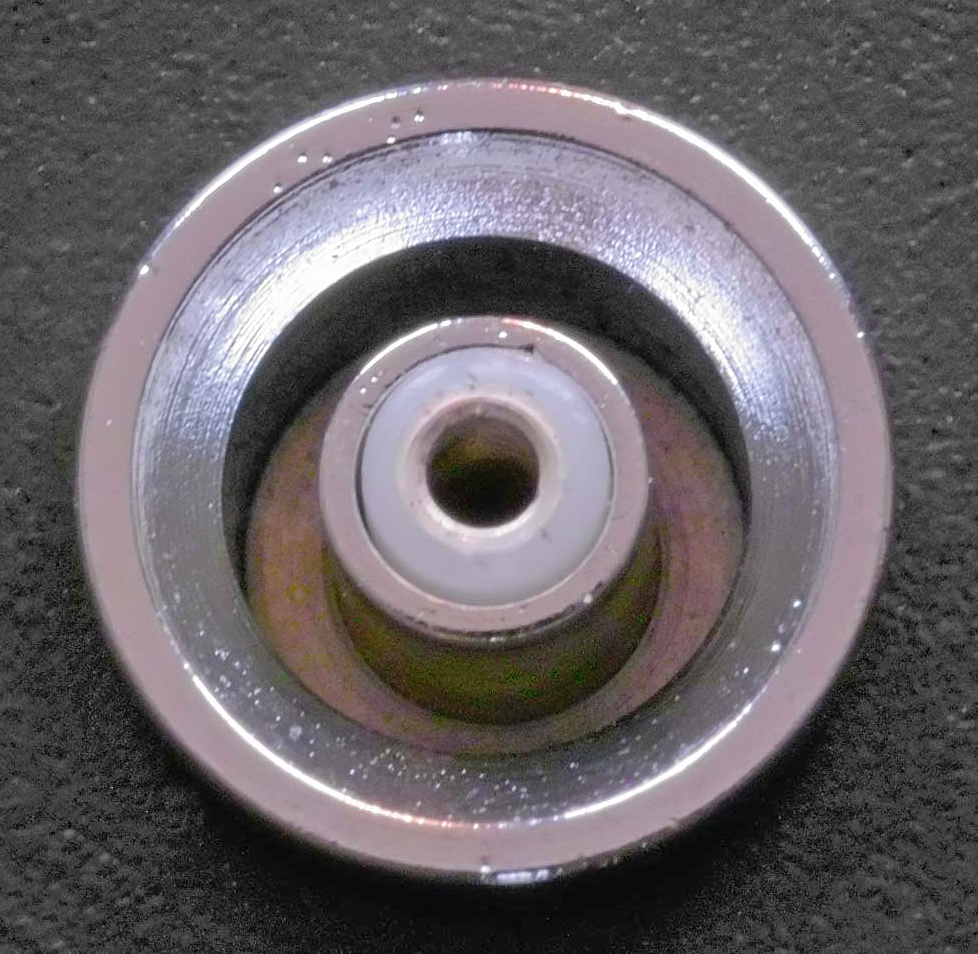
Żeńskie złącze PC

Złącze PC (skrót od Prontor-Compur, nazywane również gniazdem synchronizacyjnym, lub gniazdem PC) jest standardowym 3,5 mm (1/8") złączem elektrycznym używanym w fotografii do synchronizacji lamp błyskowych przez podłączenie przewodu synchronizacyjnego z końcówkami żeńskimi do złącza w aparacie oraz lampie błyskowej.
Wymiary złącza opisuje norma ISO 519, historycznie wywodzi się ze złącza Compur zwierającego kontakty kiedy mechanizm naciągający migawki znajdował się w położeniu odpowiadającym pełnemu otwarciu migawki, co pomagało w synchronizacji lampy przy krótkich czasach naświetlania.